# Episodi di King & Maxwell
La prima e unica stagione della serie televisiva King & Maxwell è stata trasmessa in prima visione assoluta dalla rete televisiva statunitense TNT dal 10 giugno al 12 agosto 2013.
La stagione è andata in onda in prima visione in lingua italiana nella Svizzera italiana su RSI LA1 dal 10 dicembre 2013 al 25 febbraio 2014. In Italia Rai 2 ha trasmesso la serie dal 7 agosto 2014, interrompendola all'episodio 8. Gli ultimi due episodi sono andati in onda rispettivamente il 2 e il 9 agosto 2015 nel pomeriggio di Rai 2.
| nº | Titolo originale | Titolo italiano          | Prima TV USA   | Prima TV Svizzera |
| -- | ---------------- | ------------------------ | -------------- | ----------------- |
| 1  | Pilot            | L'appalto                | 10 giugno 2013 | 10 dicembre 2013  |
| 2  | Second Chances   | Seconda chance           | 17 giugno 2013 | 17 dicembre 2013  |
| 3  | Wild Card        | Imprevisti e probabilità | 24 giugno 2013 | 7 gennaio 2014    |
| 4  | King's Ransom    | Il riscatto              | 1º luglio 2013 | 14 gennaio 2014   |
| 5  | Loved Ones       | Vendetta                 | 8 luglio 2013  | 21 gennaio 2014   |
| 6  | Stealing Secrets | Segreti rubati           | 15 luglio 2013 | 28 gennaio 2014   |
| 7  | Family Business  | Affari di famiglia       | 22 luglio 2013 | 4 febbraio 2014   |
| 8  | Job Security     | Indennità                | 29 luglio 2013 | 11 febbraio 2014  |
| 9  | Locked In        | Isolati                  | 5 agosto 2013  | 18 febbraio 2014  |
| 10 | Pandora's Box    | Il vaso di Pandora       | 12 agosto 2013 | 25 febbraio 2014  |

## L'appalto
- Titolo originale: Pilot
- Diretto da: Michael Katleman
- Scritto da: Shane Brennan

### Trama
Gli investigatori privati Sean King e Michelle Maxwell indagano sull'omicidio di Ted Bergin, avvocato che poco prima di morire aveva chiesto l'aiuto dell'amico Sean. La vittima si stava occupando del caso di Edgar Roy, autistico savant nella cui fattoria sono stati ritrovati molti cadaveri sepolti.
- Ascolti Stati Uniti: telespettatori 3 520 000[2]

## Seconda chance
- Titolo originale: Second Chances
- Diretto da: Tony Wharmby
- Scritto da: Shane Brennan

### Trama
Sean e Michelle ricevono la visita di Edgar Roy, deciso ad accettare l'offerta fattagli con poca convinzione da Maxwell di diventare loro collaboratore. Tra lo sconcerto dei due l'arrivo degli agenti FBI Rigby e Carter annuncia nuovi guai: Michelle è sospettata del fallito attentato ad un politico dell'Europa orientale, responsabile del suo allontanamento dai Servizi Segreti.
- Ascolti Stati Uniti: telespettatori 2 800 000[3]

## Imprevisti e probabilità
- Titolo originale: Wild Card
- Diretto da: Paul A. Kaufman
- Scritto da: Chris Downey

### Trama
Carter è stato sospeso dall'FBI per aver reagito alle provocazioni di alcuni poliziotti durante un controllo stradale. King, memore della propria esperienza personale, insiste per aiutarlo, nonostante le resistenze di Maxwell e Rigby. Ben presto Michelle scopre che Darius è stato fermato con uno stratagemma.
- Ascolti Stati Uniti: telespettatori 2 740 000[4]

## Il riscatto
- Titolo originale: King's Ransom
- Diretto da: Dennis Smith
- Scritto da: Shelley Meals, Darin Goldberg

### Trama
Il figlio di una ricca famiglia viene rapito in cambio di un riscatto. Rigby decide di chiedere aiuto a King e Maxwell dopo che Joan Dillinger, la negoziatrice assunta dai genitori, lo ha tagliato fuori dalle trattative. Con l'aiuto dell'"artista" Benny, i due investigatori scoprono che i soldi non sono il vero obiettivo dei ricattatori. Intanto a Edgar sorgono molti dubbi sulla dinamica dell'omicidio del candidato alla presidenza che è costato il lavoro a Sean.
- Altri interpreti: Catherine Bell (Joan Dillinger), Reiko Aylesworth (Liz Allen)
- Ascolti Stati Uniti: telespettatori 2 784 000[5]

## Vendetta
- Titolo originale: Loved Ones
- Diretto da: Matt Earl Beesley
- Scritto da: Barry O'Brien

### Trama
Il figlio di un ex collega di Sean muore precipitando dal tetto un edificio. Il padre, non riuscendo a credere all'ipotesi del suicidio, chiede aiuto a King e Maxwell. Ben presto nel caso vengono coinvolti altri ex agenti dei Servizi Segreti appartenenti alla vecchia squadra di Sean.
- Ascolti Stati Uniti: telespettatori 2 832 000[6]

## Segreti rubati
- Titolo originale: Stealing Secrets
- Diretto da: Terrence O'Hara
- Scritto da: Bret Vandenbos, Brandon Willer

### Trama
Il deputato Brady Ritter, figlio del candidato alla presidenza morto otto anni prima, ingaggia Sean e Michelle per scoprire l'identità della blogger che sta pubblicando in rete i suoi segreti e della talpa che glieli fornisce.
- Altri interpreti: Jerry O'Connell (Jerry Walkeiwicz)
- Ascolti Stati Uniti: telespettatori 3 092 000[7]

## Affari di famiglia
- Titolo originale: Family Business
- Diretto da: Dennis Smith
- Scritto da: Alicia Kirk

### Trama
JT Maxwell, fratello di Michelle, si è improvvisato investigatore privato ed è stato incaricato da un uomo di indagare sul compagno della figlia. Non avendo conseguito l'abilitazione alla professione, JT chiede l'aiuto della sorella. L'occasione è propizia per riprendere vecchi discorsi familiari.
- Altri interpreti: Christian Kane (JT Maxwell)
- Ascolti Stati Uniti: telespettatori 3 390 000[8]

## Indennità
- Titolo originale: Job Security
- Diretto da: Jonathan Frakes
- Scritto da: Scott Sullivan

### Trama
Un anziano a cui è stato rubato il cellulare chiede ai due investigatori di recuperare il suo telefono per non perdere i ricordi della moglie defunta contenuti all'interno. Non passa molto tempo prima che un bizzarro avvocato arrivi alla casa galleggiante offrendo loro parecchi soldi per rinunciare al caso.
- Ascolti Stati Uniti: telespettatori 3 136 000[9]

## Isolati
- Titolo originale: Locked In
- Diretto da: Kate Woods
- Scritto da: Gregory Weidman

### Trama
Il principale testimone di Rigby in un processo contro un'industria chimica viene ucciso all'interno della sede dell'FBI, che viene isolata per impedire la fuga dell'assassino. Sean e Michelle, che si trovavano nell'edificio, aiutano Frank nelle indagini. King coglie l'occasione per fare un altro passo nelle ricerche sulla morte di Ritter, mentre Maxwell ha la possibilità di tornare nei Servizi Segreti.
- Ascolti Stati Uniti: telespettatori 3 248 000[10]

## Il vaso di Pandora
- Titolo originale: Pandora's Box
- Diretto da: James Whitmore Jr.
- Scritto da: Chris Downey

### Trama
Quando riceve da un anonimo mittente la scatola delle prove relativa al caso Ritter, Sean si getta a capofitto nelle indagini, incurante dei richiami alla prudenza di Michelle. Maxwell intanto si prepara ad un colloquio per la riammissione nei Servizi Segreti.
- Altri interpreti: Catherine Bell (Joan Dillinger)
- Ascolti Stati Uniti: telespettatori 3 504 000[11]